# Tempel van Amon (Tanis)

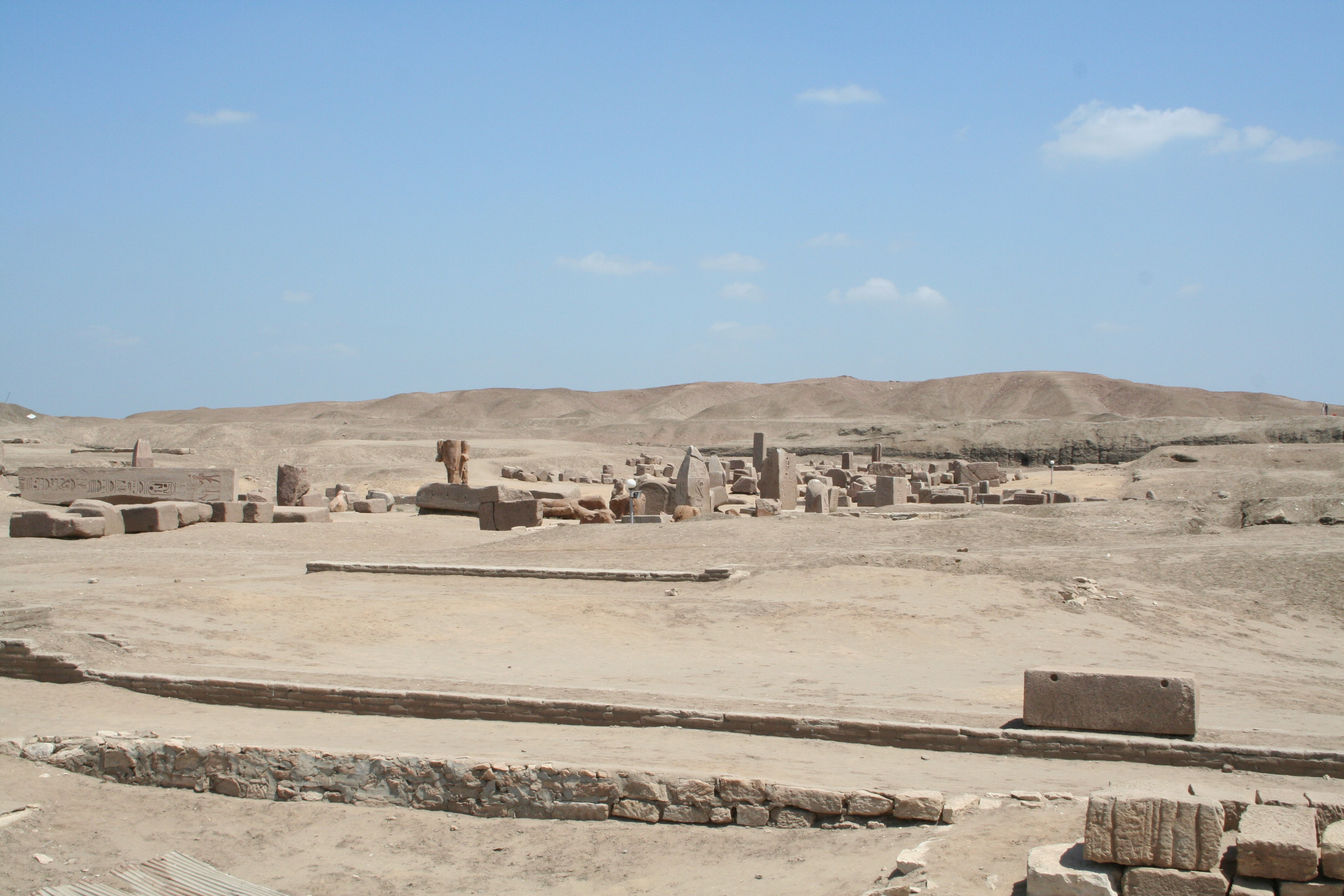
De tempel van Amon tegenwoordig.

De Tempel van Amon in Tanis is een cultustempel waar ook Moet en Chonsoe werden aanbeden. 

## Bouwgeschiedenis
De Tempel van Amon in Tanis is een tempelcomplex dat een onderdeel van de oude stad was. Tanis is gelegen in de Delta en was de hoofdstad van Egypte in de 21e en 22e dynastie. Eerdere farao's hadden hier al gebouwd, waaronder Cheops, Chefren en Ramses II. Ramses II had de stad Pi-Ramesse gebouwd in de buurt, veel van de stenen van die stad werden weggehaald en hergebruikt in Tanis.

## De tempel

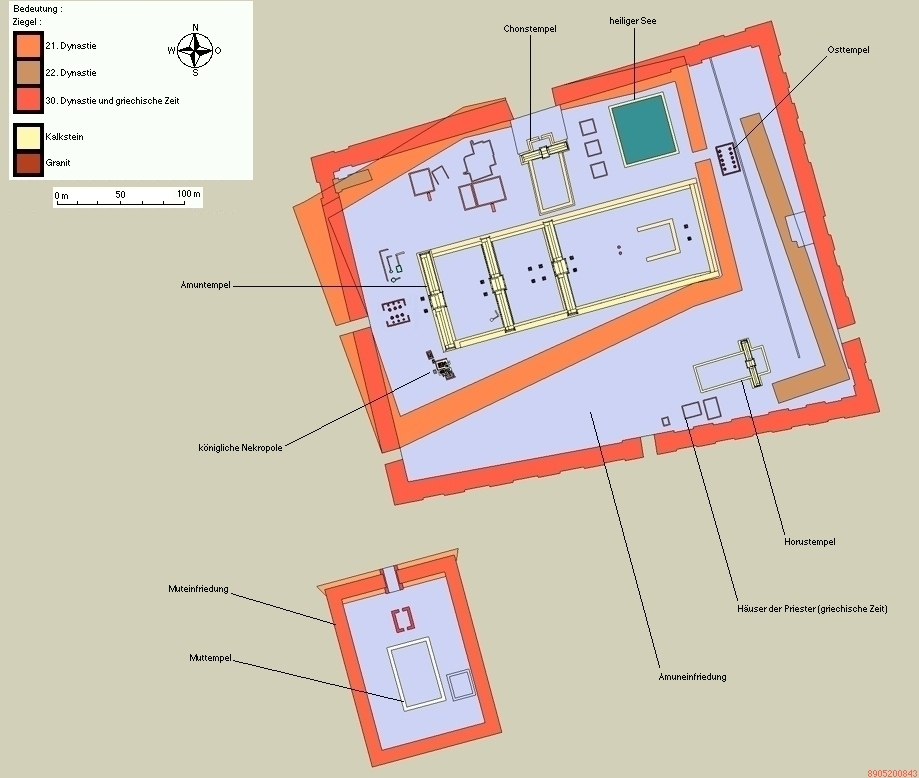
Plattegrond van de tempel

De tempel was gewijd aan de triade van de stad: Amon, Moet en Chonsoe, die ook de patronen van de stad Thebe waren. Om die reden werd ook het heiligdom "Thebe van het noorden" genoemd. De tempel is nu in puin en slecht geconserveerd. 
Opgravingen werden gedaan door Auguste Mariette in 1860-1880, in 1883-1886 door Flinders Petrie en in 1921-1951 door Pierre Montet. Nog steeds wordt de stad onderzocht door archeologen.
Het tempelcomplex is in tweeën gedeeld: het overgrote gedeelte is de tempel gewijd aan Amon, binnen de tempel is ook een subtempel voor Chonsoe. Separaat is er ook een tempel voor Moet. 